# Tyaskin, Maryland
Tyaskin, Maryland (енгл. Tyaskin) насељено је место без административног статуса у америчкој савезној држави Мериленд.

## Демографија
По попису из 2010. године број становника је 236.
| Група             | 2000.    | 2010.       |
| Белци             | 0 (0,0%) | 197 (83,5%) |
| Афроамериканци    | 0 (0,0%) | 32 (13,6%)  |
| Азијати           | 0 (0,0%) | 1 (0,4%)    |
| Хиспаноамериканци | 0 (0,0%) | 5 (2,1%)    |
| Укупно            | 0        | 236         |